# Acongeong
Acongeong o Acumcum es una ciudad en el estado de Bar el Gazal Occidental en el noroeste de Sudán del Sur. Se encuentra al noreste de la ciudad de Wau.
Durante la segunda guerra civil sudanesa, el UNICEF tenía un campamento en Acumcum para tratar a niños desnutridos. Otras organizaciones como MSF y el Programa Mundial de Alimentos de las Naciones Unidas estuvieron presentes en Acumcum.